# Allehanda för folket
Allehanda för Folket var en dagstidning med utgivning en gång per vecka från den 21 december 1872 till den 27 december 1889 med titeltilläggen: Weckotidning för hög och låg 1877–1 november 1882, Sveriges billigaste illustrerade veckotidning 1882 till 27 januari 1888.

## Redaktion
Redaktionsort för tidningen var hela tiden Örebro. Utgivningsbevis för tidningen utfärdades för ledamoten av riksdagens andra kammare med mera Arvid Gumælius 18 december 1872. Han var tidningens redaktör; och medredaktörer var V.E. Öman 1872 till den 27 januari 1888 (signaturen Peder Knagg, Olle i Gropa 1872–1888), Otto Serrander 1872–14 april 1880: medarbetare var bland andra Teodor Ekelund, Bengt Gyllander 1 november 1887–1889, Erland Hellbom från 16 september 1884 till 31 oktober 1887, Herman Jonsson (schack), Olle Johansson (signatur Dominikus), Karl Malmrot från den 14 oktober 1879 till 1889, Emilie Risberg (gåtor) och Georg E. Öman från 1 oktober 1884 till 1889.
Originalbidrag till tidningen lämnades av bland andra Jonas Lie (Nordfjordshästen, nr 14, 1873), Bjørnstjerne Bjørnson (Brudmarschen, 1873 nr 17–25) och Viktor Rydberg (Sjette November, 1875: nr 45). Illustratörer var träsnidarna Evald Hanson och O. Meyer.
Allehanda för folket utgjorde delvis veckoupplaga av Nerikes Allehanda. Under åren 1886–1887 gavs en upplaga ut med samma innehåll, tryckt på finare papper, med titeln Illustreradt Allehanda, till ett pris av 3 kr. Utgivningsbevis  för denna tidning utfärdades för redaktör Arvid Gumælius den 1 december 1885. Vid världsutställningen i Filadelfia 1876 erhöll Allehanda för folket medalj jämte diplom såsom god och prisbillig folktidning.

## Tryckning
Tidningen trycktes i Länstidningens tryckeri hos Arvid Gumælius från den 21 december 1872 till 23 februari 1883 och därefter i Länstidningens tryckeri med Frakturstil och antikva till och med 1881 därefter enbart antikva. Tidningen hade träsnitt och illustrationer i fototypi.
Tidningen kom ut lördagar 1872 till 19 juli 1873. Torsdagar från 24 juli 1873 till 3 januari 1878. Onsdagar 9 januari 1878 till 10 januari 1883 och därefter fredagar. Tidningen hade 6 sidor i folioformat med 4 spalter på satsytan 37 x 25 cm 1872–1879 därefter 5 spalter på större formatet 45 x 31 cm omväxlande 1880 med 6 spalter på 52 x 38 cm, vilket format den sedermera behöll, omväxlande 1883 med 7 spalter 52, x 44 cm. Prenumerationen kostade  1 kr. 50 öre 1873–1877 och 2 kr. 1878–1889.